# Kamal Hassan
Kamal Hassan (tamilski: கமல்ஹாசன்) (ur. 7 listopada 1954 w Paramakudi) – indyjski aktor. Zdobywca wielu nagród Filmfare dla Najlepszego Aktora oraz National Film Award dla Najlepszego Aktora. Filmy z jego udziałem były wielokrotnie proponowane jako indyjski kandydat do Oscara. Jest również reżyserem, scenarzystą, choreografem oraz playback singerem. Zagrał w filmach tamilskich, hindi, malajalam, telugu, kannada i bengalskich.

## Życiorys

### Kariera
Debiutował w wieku sześciu lat w filmie Kalathur Kannamma. Za tę rolę otrzymał National Film Award za rolę dziecięcą.
W latach 70. grał głównie pozytywnego bohatera przeciwko negatywnemu, granemu przez Rajnikantha.
Na początku lat 80. był już dużą gwiazdą. Nadal grał ze Sridevi m.in. w filmach Guru i Varumayin Niram Sigappu, które były ważne dla karier obojga. Setnym filmem Kamala Hassana, a jednocześnie pierwszym, który wyprodukował i napisał do niego scenariusz był Raja Paarvai. Za rolę niewidomego skrzypka dostał tamilską Nagrodę Filmfare dla Najlepszego Aktora, film zebrał dobre oceny krytyków i odniósł sukces komercyjny. Kolejny film Ek Duuje Ke Liye był jego debiutem w hindi, który był hitem zarówno na północy jak i na południu Indii. Za rolę nauczyciela opiekującego się dziewczyną cierpiącą na amnezję w Moondram Pirai dostał swoją pierwszą National Film Award dla Najlepszego Aktora. Następnie zagrał w wielu komediach komercyjnych, w tym w najbardziej znanej Sakalakala Vallavan. Kolejna ważna rola to tancerz klasyczny w Sagara Sangamam. W 1987 roku Kamal Hassan zagrał w Nayagan Maniego Ratnama – najbardziej znanym jego filmem na świecie, nazywanym często "tamilskim Ojcem chrzestnym". Za rolę Velu Nayagana Kamal otrzymał kolejną National Film Award dla Najlepszego Aktora a film był indyjskim kandydatem do Oscara w 1987 roku. Rok później zagrał w niemym filmie Pushpak. W Apoorva Sagodharargal zagrał trojaczki a w Michael Madhana Kamarajan czworaczki. W 1996 roku dostał trzecią National Film Award dla Najlepszego Aktora za podwójną rolę w filmie Indian. Zagrał również kobietę w Avvai Shanmughi inspirowanym filmem Pani Doubtfire.
W 2000 roku wyreżyserował Hey Ram – dwujęzyczny film w którym zagrał razem z Shahrukhiem Khanem oraz Rani Mukerji. Kamal Hassan był również producentem, scenarzystą, choreografem oraz playback singerem i zebrał pochwały za doskonały warsztat, ale film nie odniósł sukcesu z powodu trudnej i kontrowersyjnej tematyki (podziału Indii oraz zabójstwa Gandhiego). Po kilku udanych komediach (Thenali, Panchathantiram i Pammal K. Sambandam) wyreżyserował swój trzeci film Virumaandi traktujący o karze śmierci, który ponownie zebrał pochwały za wspaniały scenariusz i reżyserię, ale nie odniósł sukcesu komercyjnego. Następnie zagrał komunistę w Anbe Sivam i po raz kolejny krytycy byli zachwyceni jego wspaniałą, wzruszającą kreacją, ale film nie był zbyt popularny. W 2006 zagrał policjanta w Vettaiyaadu Vilaiyaadu, który był jednym z największych hitów w Tamil Nadu.

### Życie prywatne
W 1977 poślubił tancerkę Vani Ganapathy, rozwiódł się z nią po 7 latach, aby ożenić się z aktorką hindi Sariką, z którą ma dwie córki: Shruti i Aksharę. Obecnie są w separacji a Kamal żyje ze swoją przyjaciółką, byłą aktorką Gowthami.

## Nagrody
Kamal Hassan jest jedynym aktorem indyjskim, który aż czterokrotnie otrzymał National Film Award za filmy Kalathur Kannamma, Nayagan, Moondram Pirai oraz Indian. Dostał również nagrodę dla Najlepszego aktora na festiwalu filmów azjatyckich w 1983 (za Saagara Sangamam) oraz w 1985 (za Swathi Muthyam). Siedem z jego filmów było oficjalnym indyjskim kandydatem do Oscara. Wygrał nagrodę Filmfare osiemnaście razy.
W 1990 został odznaczony rządowym Orderem Padma Shri. W 2007 roku został uhonorowany tytułem "Żywej Legendy" przez FICCI, jako pierwszy aktor z południa Indii.

## Wybrana filmografia
| Rok  | Tytuł                     | Rola                               | Język          | Uwagi |
| ---- | ------------------------- | ---------------------------------- | -------------- | --- |
| 1960 | Kalathur Kannamma         |                                    | tamilski       | National Film Award za rolę dziecięcą                                                                     |
| 1975 | Apoorva Raagangal         | Prasanna                           | tamilski       | tamilska Nagroda Filmfare dla Najlepszego Aktora                                                          |
| 1977 | 16 Vayathiniley           | Chappani                           | tamilski       | tamilska Nagroda Filmfare dla Najlepszego Aktora                                                          |
| 1981 | Ek Duuje Ke Liye          | Vasudeva                           | hindi          | debiut w filmie hindi                                                                                     |
| 1981 | Raja Paarvai              | Raghu                              | tamilski       | tamilska Nagroda Filmfare dla Najlepszego Aktora                                                          |
| 1982 | Moondram Pirai            | Srinivasan                         | tamilski       | National Film Award dla Najlepszego Aktora                                                                |
| 1982 | Sakalakala Vallavan       | Velu/Sam                           | tamilski       | |
| 1983 | Sagara Sangamam           | Balakrishna                        | telugu         | Nagroda Filmfare dla Najlepszego Aktora (telugu)                                                          |
| 1987 | Nayagan                   | Velu Nayagan                       | tamilski       | National Film Award dla Najlepszego Aktora                                                                |
| 1988 | Pushpak                   | Pushpak                            | Film niemy     | tamilska Nagroda Filmfare dla Najlepszego Aktora (kannada)                                                |
| 1989 | Apoorva Sagodharargal     | Sedhupathy/Raja/Appu               | tamilski       | Potrójna rola                                                                                             |
| 1991 | Michael Madhana Kamarajan | Michael/Madhan/Kameshwaran/Rajan   | tamilski       | Poczwórna rola                                                                                            |
| 1992 | Guna                      | Guna                               | tamilski       | tamilska Nagroda Filmfare dla Najlepszego Aktora                                                          |
| 1992 | Thevar Magan              | Shakthivelu Thevar                 | tamilski       | tamilska Nagroda Filmfare dla Najlepszego Aktora                                                          |
| 1994 | Mahanadhi                 | Krishnaswamy                       | tamilski       | |
| 1996 | Indian                    | Senapathy Bose/Chandra Bose        | tamilski       | Podwójna rola National Film Award dla Najlepszego Aktora tamilska Nagroda Filmfare dla Najlepszego Aktora |
| 1998 | Chachi 420                | Jaiprakash Paswan/Lakshmi Godbhole | hindi          | rola kobiety                                                                                              |
| 2000 | Hey Ram                   | Saket Ram                          | tamilski hindi | tamilska Nagroda Filmfare dla Najlepszego Aktora Film zagrany w dwóch wersjach językowych                 |
| 2001 | Aalavandhan               | Vijay Kumar/Nandhu Kumar           | tamilski       | Podwójna rola                                                                                             |
| 2003 | Anbe Sivam                | Nalla Sivam                        | tamilski       | Scenariusz: Kamal Hassan                                                                                  |
| 2004 | Virumaandi                | Virumaandi                         | tamilski       | Scenariusz, reżyseria, produkcja: Kamal Hassan                                                            |
| 2006 | Vettaiyaadu Vilaiyaadu    | Raghavan                           | tamilski       | |
| 2008 | Dasavatharam              |                                    | tamilski       | Dziesięć różnych ról Premiera: kwiecień 2008                                                              |